# Audemars Piguet
Audemars Piguet (рус. Одемар Пиге) — швейцарская компания-производитель часов класса «люкс», основанная в 1875 году Эдвардом-Огюстом Пиге и Жюлем-Луи Одемаром, жителями города Ле-Брассю.

## История

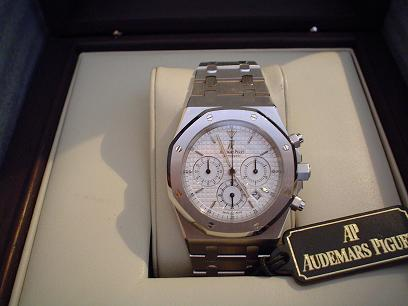
Royal Oak — флагман модельного ряда часов Audemars Piguet

23-летний Жюль-Луи Одемар вместе с 21-летним Эдвардом-Аугустом Пиге решили начать своё дело в швейцарской деревне Вале де Жу. Компания была названа «Audemars, Piguet et Cie». Жюль-Луи Одемар вложил в производство 18 усложненных часовых механизмов своего собственного изготовления, Эдвард-Огюст Пиге же вложил в уставной фонд предприятия 10 000 швейцарских франков. По договорённости сторон, Одемар стал техническим, а Пиге — финансовым директорами предприятия. Такое распределение полномочий между представителями двух фамилий сохраняется и по сей день.
Товарный знак «Audemars Piguet» был зарегистрирован в 1882 году. В первый год своего существования компания создала часы «Grand Complication», среди многочисленных функций которых были минутный репетир, вечный календарь, календарь лунных фаз, двухстрелочный хронограф. В 1889 году компания открыла свой первый филиал в Женеве. В том же году популярность часов Audemars Piguet возросла после триумфа элитных часов, представленных на Всемирной выставке в Париже. В 1907 году компания расширилась и была построена новая фабрика, на которой впоследствии работало семьдесят человек. В 1911 году были выпущены первые многофункциональные наручные часы, украшенные драгоценными камнями. В годы Первой мировой войны компания столкнулась с различными трудностями, но уже в 1925 году компания восстановила утраченные позиции, создав самые тонкие карманные часы толщиной 1,32 мм, выпустив первые ювелирные женские часы бренда и приступив к производству встроенных хронографов. С началом Второй мировой войны снова происходит спад производства. В 1949 году часы «Audemars Piguet» впервые принимают участие на выставке в Базеле.
С 1962 по 1987 год компанией руководил Джордж Голэй. Продукция компании вскоре получила международное признание. В 1967 году был поставлен новый рекорд — произведен самый тонкий самозаводящийся часовой механизм толщиной 2,45 мм с 21-каратным золотым ротором. В эти же годы создаются часы «Royal Oak», первые профессиональные спортивные часы из стали, которые до сих пор является флагманом модельного ряда компании. Эта модель была спроектирована Жеральдом Жента, позднее отделившимся от компании и основавшим своё часовое дело под брендом Gerald Genta. В 1992 году была представлена новая модель часов — «Triple Complication».
В 2014 году бренд Audemars Piguet был оценен в 728 млн швейцарских франков, что поставило его на десятое место в рейтинге брендов производителей швейцарских часов. Штаб-квартира компании расположена в швейцарском городе Ле-Брассю.

## Спонсорство
С 1999 года компания является официальным спонсором «Queen Elizabeth II Cup» по скачкам, а также является спонсором команды «Alinghi Sailing Team» по парусному спорту. Швейцарской яхте Alinghi, победительнице Кубка Америки 2003, посвящены необычные наручные часы хронограф Royal Oak City of Sailsа. Известному гольфисту Нику Фальдо посвящён специальный выпуск часов Royal Oak Automatic в количестве 30 экземпляров, на роторе которых роспись чемпиона мира по гольфу. В 2003 году мастерами компании в сотрудничестве с американским киноактером А. Шварценеггером была разработана модель наручных часов, которая была впервые показана на его запястье в фильме «Терминатор 3: Восстание машин».

## Экспозиция в музеях
Фирменные и самые элитные часы из коллекций Audemars Piguet экспонируются в Британском музее. В музее компании, созданном в городе Ле-Брассю в доме, где располагалась первая мастерская её основателей, экспонируются материалы, рассказывающие об истории компании, её учредителях и изобретениях, а также представлены различные экземпляры элитных и раритетных часов, по большей части со сложными механизмами.

## В России
Экспорт швейцарских часов (всех марок) в Россию в 2021 году составил 260 млн шв. франков (около $280 млн.).
По сообщению швейцарской прессы, 29 марта 2022 года российские власти конфисковали партию часов Audemars Piguet на миллионы долларов США. Конфискация была произведена сотрудниками ФСБ РФ из фирменного магазина в Москве на основании якобы имевших место нарушений таможенного оформления.

### Комментарии
1. ↑  Без учета часов, купленных россиянами в Швейцарии
2. ↑  Цена часов Audemars Piguet может превышать $921,000[2]